# Hwang Byeong-gwan
Hwang Byeong-gwan (kor. 황병관; ur. w 1919, zm. w lutym 1952) – południowokoreański zapaśnik walczący w stylu wolnym. Olimpijczyk z Londynu 1948, gdzie zajął siódme miejsce w kategorii do 73 kg.

## Letnie Igrzyska Olimpijskie 1948
| Konkurencja      | Rundy eliminacyjne  | Rundy eliminacyjne            | Rundy eliminacyjne     | Klas. końcowa |
| Konkurencja      | Przeciwnik I        | Przeciwnik II                 | Przeciwnik III         | Miejsce       |
| ---------------- | ------------------- | ----------------------------- | ---------------------- | ------------- |
| 73 kg styl wolny | Louis Culot (BEL) Z | Adel Ibrahim Moustafa (EGY) P | Leland Merrill (USA) P | 7.            |